# کلم کای-۱۰۷
کلم کای-۱۰۷ (به انگلیسی: Klemm_Kl_107) یک هواگرد ملخ‌پیشین تک‌موتوره از نوع ترابری غیرنظامی ساخت شرکت Klemm, Bölkow است. هواگرد کلم کای-۱۰۷ نخستین پروازش را در ۱۹۴۰ میلادی انجام داد. در مجموع، تعداد ۷ فروند از این هواگرد ساخته شده‌است.